# Oktalni brojevni sustav
Oktalni sustav je brojevni sustav s bazom 8. Za predstavljanje broja se koriste znamenke 0-7. Na primjer, broj '34829' bi u oktalnom zapisu bio '104015'. Koristi se za skraćeno zapisivanje binarnih sadržaja kada je to spretno.
Kako za sastavljanje oktalnog broja na raspolaganju imamo 8 navedenih znamenki, niz oktalnih brojeva izgleda ovako:
0, 1, 2, 3, 4, 5, 6, 7, 10, 11, 12, 13, 14, 15, 16, 17, 20, 21, 22, 23, ... 
Oktalne brojeve označavamo s oznakom: &Onnn ( gdje "nnn" predstavlja Oktalni broj).
Primjer:
| Oktalni | Binarni |
| ------- | ------- |
| 0       | 000     |
| 1       | 001     |
| 2       | 010     |
| 3       | 011     |
| 4       | 100     |
| 5       | 101     |
| 6       | 110     |
| 7       | 111     |